# Acalolepta argentata
Acalolepta argentata är en skalbaggsart som först beskrevs av Aurivillius 1911.  Acalolepta argentata ingår i släktet Acalolepta och familjen långhorningar. Inga underarter finns listade i Catalogue of Life.